# Dimitri (Joncières)

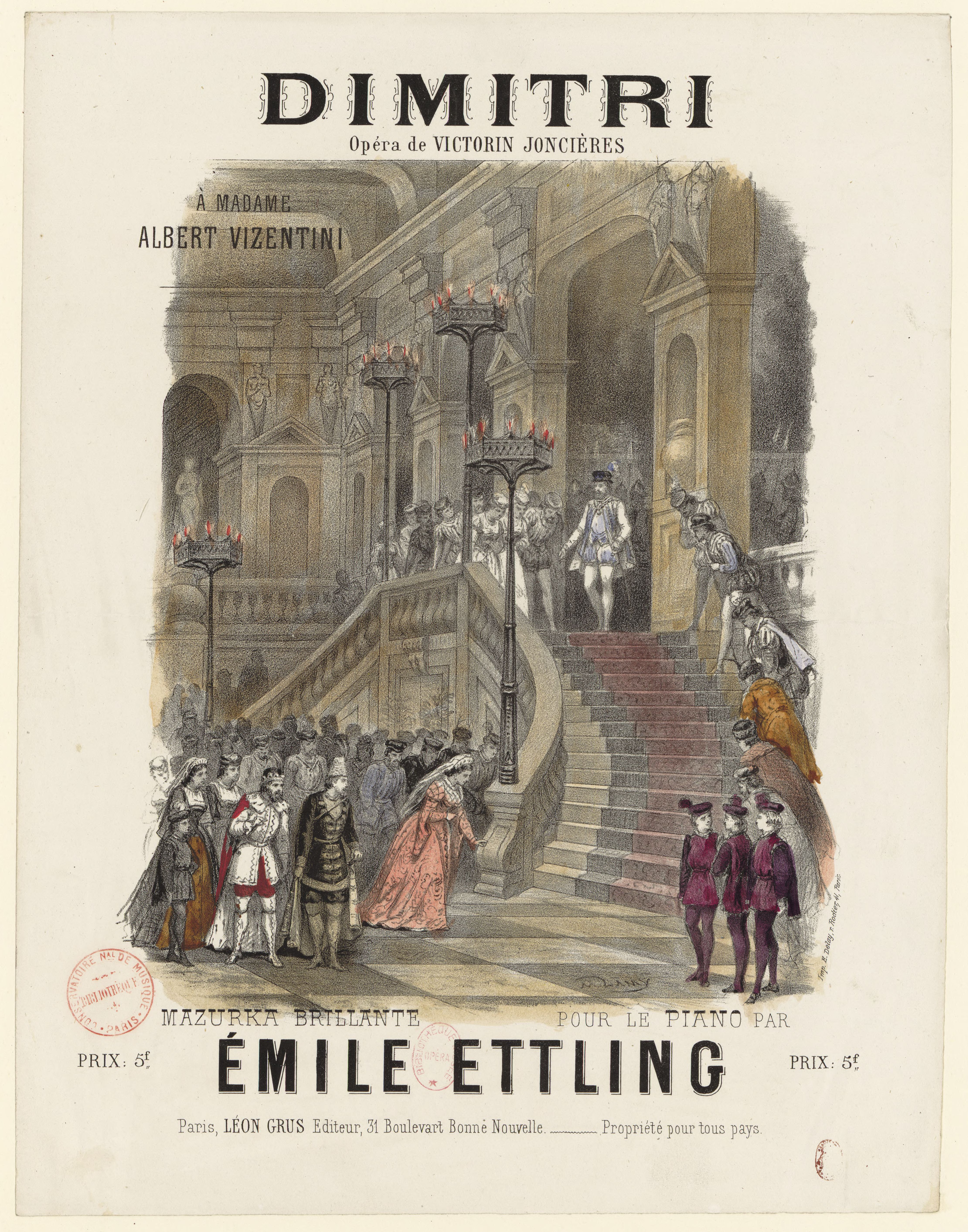
Cartell original de l'òpera Dimitri.

Dimitri és una òpera en cinc actes de Victorin de Joncières amb llibret en francès d'Henri de Bornier i Armand Silvestre, basat en l'obra incompleta Demetrius de Friedrich Schiller, una història basada en la vida de l'aspirant rus Demetri I el Fals, que va regnar de 1605 a 1606. Es va estrenar el 5 de maig de 1876 al théâtre Lyrique de la Gaîté de París.